# Henry Brask Andersen
Henry Anders Peter Brask Andersen (Copenhague, 23 de junho de 1896 — Gentofte, 26 de novembro de 1970) foi um ex-ciclista de pista amador dinamarquês que venceu a prova de velocidade no Campeonato Mundial de 1921. Ele foi campeão nacional na velocidade em 1918–1921 e 1926–1928.
Andersen foi um dos atletas que representou a Dinamarca nos Jogos Olímpicos de 1920, em Antuérpia, onde competiu na prova de velocidade e no tandem, mas não conseguiu chegar às finais.
Seu filho, Kield Brask Andersen, ganhou o título de velocidade dinamarquês em 1939.